# Де Нипоти, Томмазо
Томмазо Де Нипоти (итал. Tommaso De Nipoti; родился 23 июля 2003 года, Удине, Италия) — итальянский футболист, нападающий клуба «Аталанта».

## Клубная карьера
Томмазо Де Нипоти — воспитанник «Удинезе» и «Аталанты». За последних дебютировал 22 января 2022 года в матче против «Лацио».

## Карьера в сборной
За молодёжные сборные Италии сыграл 15 матчей, где забил 3 мяча.